# Konstantin Tiukawin
Konstantin Aleksandrowicz Tiukawin (ros. Константин Александрович Тюкавин; ur. 22 czerwca 2002 w Kotłasie) – rosyjski piłkarz grający na pozycji napastnika. Jest wychowankiem klubu Dinamo Moskwa.

## Kariera klubowa
Swoją karierę piłkarską Tiukawin rozpoczął w 2009 roku w juniorach klubu Dinamo Moskwa. W 2020 roku został członkiem zespołu rezerw Dinama, a następnie pierwszego zespołu. W nim w Priemjer-Lidze zadebiutował 1 listopada 2020 w wygranym 2:1 wyjazdowym meczu z FK Tambow, gdy w 70. minucie zmienił Romana Neustädtera. 18 marca 2021 w zwycięskim 3:2 wyjazdowym spotkaniu z FK Krasnodar strzelił swojego pierwszego gola w barwach Dinama.
| Sezon   | Klub            | Kraj  | Rozgrywki       | Mecze | Gole |
| ------- | --------------- | ----- | --------------- | ----- | ---- |
| 2020/21 | Dinamo Moskwa   | Rosja | Priemjer-Liga   | 15    | 3    |
| 2020/21 | Dinamo-2 Moskwa | Rosja | Wtoroj diwizion | 11    | 6    |

## Kariera reprezentacyjna
Tiukawin grał w młodzieżowych reprezentacjach Rosji na szczeblach U-16, U-18 i U-21. Z kadrą U-21 wystąpił na Mistrzostwach Europy U-21.
W reprezentacji Rosji Tiukawin zadebiutował 4 września 2021 w wygranym 2:0 meczu eliminacji do MŚ 2022 z Cyprem, rozegranym w Nikozji, gdy w 75. minucie zmienił Fiodora Smołowa.